# A Movie: A Directional Piece where People are Walking
A Movie: Directional Piece Where People Are Walking (en valencià: Una pel·lícula: peça direccional on la gent està caminant) és una obra creada per l'artista John Baldessari entre els anys 1972 i 1973. Està composta per vint-i-tres fotografies en blanc i negre i acrílic de 9,9 x 12,7cm i el total de l'obra és de 81,3 x 162,6 cm.